# Bassadewitz
Bassadewitz är ett tyskt kortspel för 4 deltagare. En lek med 32 kort (utan 2:or t.o.m. 6:or) används. Man spelar om stick, och hemtagna kort straffas med minuspoäng enligt en särskild värdeskala. Före varje giv satsar den spelare, som är i tur att ge, marker i en pott. Efter färdigspelad giv delas potten upp mellan de tre bästa spelarna. Ett parti avslutas när alla spelarna gett lika många gånger.